# Cyclopropenone
Cyclopropenone (danh pháp tiếng Việt: Xiclopropenon) là một hợp chất hữu cơ có công thức hóa học C3H2O, gồm khung carbon cyclopropene với nhóm chức keton. Đây là một chất lỏng không màu, dễ bay hơi, sôi ở xấp xỉ nhiệt độ phòng. Cyclopropenone có thể polymer hóa khi để lâu ở nhiệt độ phòng. Các tính chất hóa học của hợp chất bị chi phối bởi tính phân cực mạnh của nhóm carbonyl, tạo ra điện tích dương một phần với sự ổn định nhờ vòng thơm và điện tích âm một phần ở nguyên tử oxy. Đây là một hợp chất thơm.

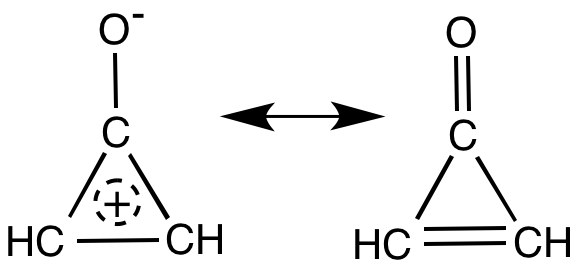
Cấu trúc cộng hưởng chính của cyclopropenone.